# Cabazita-Sr
La cabazita-Sr és un mineral de la classe dels silicats, que pertany al grup de la cabazita-levyna. Rep el nom del grec chabazios (to o melodia), una de les vint pedres esmentades en el poema Peri litos, que exaltaven les virtuts dels minerals. És el membre del grup de la cabazita amb estronci dominant.

## Característiques
La cabazita-Sr és un silicat de fórmula química Sr₂[Al₂Si₄O₁₂]₂·12H₂O. Cristal·litza en el sistema trigonal. La seva duresa a l'escala de Mohs es troba entre 4 i 4,5.
Segons la classificació de Nickel-Strunz, la cabazita-Sr pertany a «02.GD: Tectosilicats amb H₂O zeolítica; cadenes de 6-enllaços – zeolites tabulars» juntament amb els següents minerals: gmelinita-Ca, gmelinita-K, gmelinita-Na, willhendersonita, cabazita-Ca, cabazita-K, cabazita-Na, cabazita-Mg, levyna-Ca, levyna-Na, bellbergita, erionita-Ca, erionita-K, erionita-Na, offretita, wenkita, faujasita-Ca, faujasita-Mg, faujasita-Na, maricopaïta, mordenita, dachiardita-Ca, dachiardita-Na, epistilbita, ferrierita-K, ferrierita-Mg, ferrierita-Na i bikitaïta.

## Formació i jaciments
Va ser descoberta a la pegmatita Seidozeritovyi #1, situada al mont Suoluaiv, dins el districte de Lovozero (óblast de Múrmansk, Rússia). També ha estat descrita a la República Txeca, França, Itàlia, Portugal i Suïssa.